# Abderrahim Saïdi
Pour les articles homonymes, voir Saïdi.
Abderrahim Saïdi, né le 2 juin 1983, est un footballeur marocain évoluant au poste d'avant-centre.

## Biographie
Il participe à la Ligue des champions de la CAF et à la Coupe de la confédération avec le Wydad de Casablanca.
Il est sacré champion du Maroc en 2006 avec le Wydad de Casablanca.

## Carrière
- 2002-2009 :  Wydad de Casablanca
- 2009- janv. 2011 :  Moghreb de tétouan
- janv. 2011-2011 :  FUS de Rabat
- 2011-2012 :  Renaissance de Berkane
- 2012- :  Wydad de Fès[1]

## Palmarès
- Champion du Maroc en 2006 avec le Wydad de Casablanca
- Finaliste de la Coupe du Trône en 2003 et 2004 avec le Wydad de Casablanca
- Finaliste de la Ligue des champions arabes en 2008 et 2009 avec le Wydad de Casablanca